# Plató agrícola

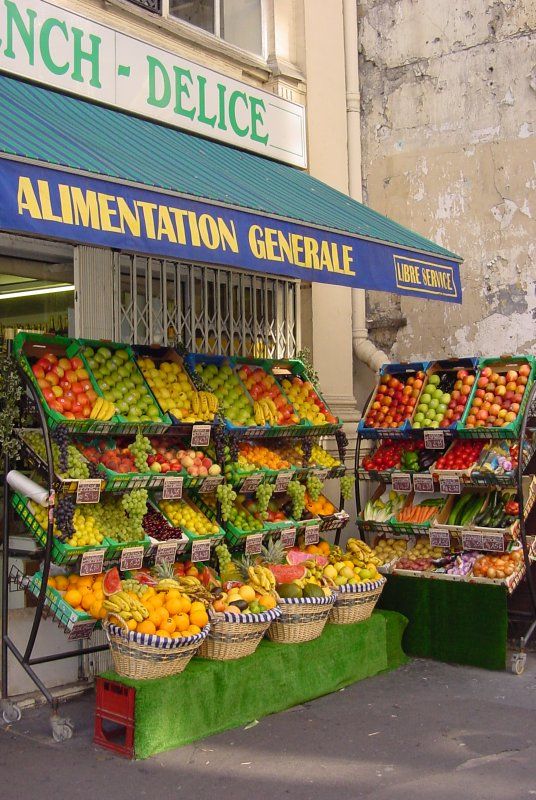
Fruites exposades en platons agrícoles (en prestatges).

El plató agrícola (del francès plateau, que significa safata) és un embalatge baix i descobert que s'utilitza per transportar productes hortícoles i fruiters. Es poden apilar, mantenint el seu contingut separat perquè hi corri l'aire. També té obertures laterals i inferiors per permetre la ventilació de la mercaderia.
Se sol fabricar en cartó ondulat, en cartó compacte, en fusta o en plàstic. En el primer cas, s'utilitza cartó doble-doble amb papers de gran consistència i alt gramatge. En onduladora se li donen tractaments de resines i parafines per protegir-lo de la humitat. La raó és que els platons viatgen i es conserven en locals refrigerats i la humitat és la gran enemiga del cartó, per això és habitual trobar-ne de plàstic. Un dels tests més importants realitzats a aquest tipus d'embalatge és la flexió de fons perquè el frec amb les fruites de la safata inferior pot provocar la seva putrefacció.
Els platons poden ser muntats manualment abans d'utilitzar-los o no, en aquest cas, necessiten prèviament una màquina de muntatge.